# Saint-Loubouer
Saint-Loubouer är en kommun i departementet Landes i regionen Nouvelle-Aquitaine i sydvästra Frankrike. Kommunen ligger i kantonen Aire-sur-l'Adour som tillhör arrondissementet Mont-de-Marsan. År 2022 hade Saint-Loubouer 441 invånare.

## Befolkningsutveckling
Antalet invånare i kommunen Saint-Loubouer
Referens:INSEE